# ローリー・シンガー
ローリー・シンガー（英語: Rory Singer, 1976年5月28日 - ）は、アメリカ合衆国の男性総合格闘家。ニューヨーク州ブルックリン出身。ハードコア・ジム所属。
ニックネームは「アウトバースト」。長い手足を使った寝技を得意とする。

## 来歴
2002年10月10日、THE BEST Vol.3で松井大二郎と対戦し、判定負け。

### TUF
2006年、リアリティ番組「The Ultimate Fighter」のシーズン3にティト・オーティズ率いるチーム・オーティズのミドル級選手として参加。ミドル級トーナメントでは1回戦でソロモン・ハッチャーソンをTKOで破るが、準決勝でエド・ハーマンにチョークスリーパーで一本負け。6月24日のフィナーレでは、ロス・ポイントンに三角絞めで一本勝ちを収めた。

### UFC
2006年12月30日、UFC 66では欠場したデビッド・テレルの代役として岡見勇信と対戦し、マウントパンチでギブアップ負けを喫した。
2007年6月16日、UFC 72でジェイソン・マクドナルドと対戦。序盤は攻勢に出るが、2RにマウントパンチでTKO負け。
2014年9月26日に5年ぶりの復帰戦を行う予定であったが、対戦相手のロデューン・シンケイドがカリフォルニア州アスレチック・コミッションの薬物検査をクリア出来ずに中止となった。

## 戦績
| 総合格闘技 戦績 | 総合格闘技 戦績 | 総合格闘技 戦績 | 総合格闘技 戦績 | 総合格闘技 戦績 | 総合格闘技 戦績 | 総合格闘技 戦績 |
| --------------- | --------------- | --------------- | --------------- | --------------- | --------------- | --------------- |
| 20 試合         | (T)KO           | 一本            | 判定            | その他          | 引き分け        | 無効試合        |
| 11 勝           | 1               | 7               | 3               | 0               | 0               | 0               |
| 9 敗            | 2               | 4               | 3               | 0               | 0               | 0               |

| 勝敗 | 対戦相手                       | 試合結果                             | 大会名                                                       | 開催年月日     |
| ×    | ブライアン・ベイカー           | 1R 4:56 TKO（パウンド）              | MFC 20: Destined for Greatness                               | 2009年2月20日  |
| ×    | イジドロ・ゴンザレス           | 1R 3:06 膝十字固め                   | American Fight League: Erupption                             | 2008年3月7日   |
| ×    | ジェイソン・マクドナルド       | 2R 3:18 TKO（マウントパンチ）        | UFC 72: Victory                                              | 2007年6月16日  |
| ○    | マット・マスターソン           | 5分3R終了 判定3-0                    | Wild Bill's Fight Night 8                                    | 2007年4月13日  |
| ×    | 岡見勇信                       | 3R 4:03 ギブアップ（マウントパンチ） | UFC 66: Liddell vs. Ortiz 2                                  | 2006年12月30日 |
| ○    | ジョシュ・ヘインズ             | 5分3R終了 判定3-0                    | Ortiz vs. Shamrock 3: The Final Chapter                      | 2006年10月10日 |
| ○    | ロス・ポイントン               | 1R 0:44 三角絞め                     | The Ultimate Fighter 3 Finale                                | 2006年6月24日  |
| ○    | ジョシュ・テイムセン           | 1R 1:23 三角絞め                     | Full Throttle 3                                              | 2005年7月15日  |
| ×    | デニス・ホールマン             | 1R 1:19 チョークスリーパー           | Absolute Fighting Championships 11 【AFCミドル級王座決定戦】 | 2005年2月12日  |
| ○    | ジェイソン・ハサウェイ         | 1R 2:06 チョークスリーパー           | ISCF: Domination at the DAC                                  | 2004年11月20日 |
| ○    | ディエゴ・ヴィトスキー         | 1R 0:58 チョークスリーパー           | Absolute Fighting Championships 9                            | 2004年7月31日  |
| ○    | ウィウソン・ゴヴェイア         | 2R 4:55 KO（膝蹴り）                 | KOTC 32: Bringing Heat                                       | 2004年1月24日  |
| ○    | ジェームス・ウェイクフィールド | 1R 腕ひしぎ十字固め                  | ISCF: Anarchy in August                                      | 2003年8月2日   |
| ×    | トッド・ゴヴォラ               | 5分2R終了 判定1-2                    | Hardcore Fighting Championships 1                            | 2003年5月24日  |
| ×    | 松井大二郎                     | 5分2R終了 判定0-3                    | THE BEST Vol.3                                               | 2002年10月20日 |
| ×    | ダスティン・デニス             | 2R 1:42 アームロック                 | WEFC 1: Bring It On                                          | 2002年6月29日  |
| ○    | ケリー・ウィリアムズ           | 1R 2:54 ギブアップ（打撃）           | ISCF: Battle at the Brewery                                  | 2002年4月12日  |
| ×    | スコット・シップマン           | 5分3R終了 判定3-0                    | Reality Submission Fighting 7: Animal Instinct               | 2002年1月26日  |
| ○    | バッチ・ベーコン               | 5分3R終了 判定3-0                    | Reality Submission Fighting 6: Mayhem in Myers               | 2001年12月29日 |
| ○    | ラドウィック・ストライダム     | 2R 三角絞め                          | Pride and Honor                                              | 2001年11月24日 |